# National Society of Film Critics Award/Bester Film
Gewinner des Preises der National Society of Film Critics (NSFC) in der Kategorie Bester Film (Best Picture). Die Auszeichnungen werden alljährlich Anfang Januar für die besten Filmproduktionen und Filmschaffenden des zurückliegenden Kalenderjahres präsentiert. 1975 und 1977 fanden jeweils zwei Preisverleihungen im Januar und Dezember statt, woraufhin der National Society of Film Critics Award im Jahr 1976 und 1978 nicht vergeben wurde.

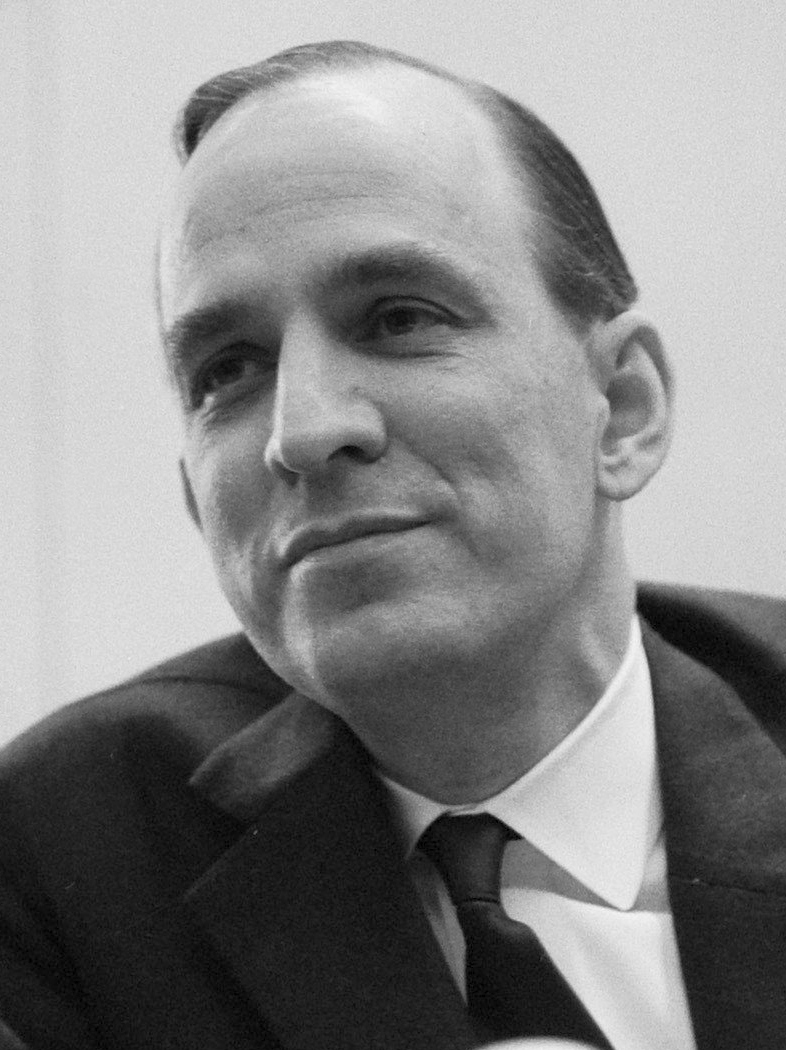
Ingmar Bergman (1966)

Am erfolgreichsten in dieser Kategorie war der schwedische Filmregisseur Ingmar Bergman, dessen Filme zwischen 1968 und 1975 dreimal ausgezeichnet wurden. In über der Hälfte der Falle wurden US-amerikanische Film- bzw. Koproduktionen prämiert. Neun Mal wurde der von der NSFC preisgekrönte Film später mit dem Oscar in derselben Kategorie ausgezeichnet.
2009 wurde mit dem Sieg von Ari Folmans Waltz with Bashir erstmals ein Animationsfilm als bester Film des Jahres gekürt. 2004, 2010 und 2017, 2019 und 2021 setzten sich mit Shari Springer Berman (gemeinsam mit Robert Pulcini für American Splendor), Kathryn Bigelow (Tödliches Kommando – The Hurt Locker), Greta Gerwig (Lady Bird) und Chloé Zhao (The Rider, Nomadland) Filmemacherinnen durch. 2013 wurde mit Michael Hanekes Liebe erstmals der Film eines Regisseurs aus dem deutschsprachigen Raum ausgezeichnet.
Bei der letzten Preisvergabe im Jahr 2022 setzte sich der japanische Film Drive My Car (48 Punkte) gegen die französische Produktion Petite Maman (25 Punkte) und The Power of the Dog (23 Punkte) durch.
| Jahr | Preisträger                           | Deutscher Verleihtitel                                  | Regie                                |
| 1967 | Blowup                                | Blow Up                                                 | Michelangelo Antonioni               |
| 1968 | Persona                               | Persona                                                 | Ingmar Bergman                       |
| 1969 | Skammen                               | Schande                                                 | Ingmar Bergman                       |
| 1970 | Z                                     | Z                                                       | Constantin Costa-Gavras              |
| 1971 | MASH                                  | MASH                                                    | Robert Altman                        |
| 1972 | Le genou de Claire                    | Claires Knie                                            | Éric Rohmer                          |
| 1973 | Le charme discret de la bourgeoisie   | Der diskrete Charme der Bourgeoisie                     | Luis Buñuel                          |
| 1974 | La nuit américaine                    | Die amerikanische Nacht                                 | François Truffaut                    |
| 1975 | Scener ur ett äktenskap               | Szenen einer Ehe                                        | Ingmar Bergman                       |
| 1975 | Nashville                             | Nashville                                               | Robert Altman                        |
| 1977 | All the President’s Men               | Die Unbestechlichen                                     | Alan J. Pakula                       |
| 1977 | Annie Hall*                           | Der Stadtneurotiker                                     | Woody Allen                          |
| 1979 | Préparez vos mouchoirs                | Frau zu verschenken                                     | Bertrand Blier                       |
| 1980 | Breaking Away                         | Vier irre Typen – Wir schaffen alle, uns schafft keiner | Peter Yates                          |
| 1981 | Melvin and Howard                     | Melvin und Howard                                       | Jonathan Demme                       |
| 1982 | Atlantic City                         | Atlantic City, USA                                      | Louis Malle                          |
| 1983 | Tootsie                               | Tootsie                                                 | Sydney Pollack                       |
| 1984 | La Notte di San Lorenzo               | Die Nacht von San Lorenzo                               | Paolo Taviani Vittorio Taviani       |
| 1985 | Stranger Than Paradise                | Stranger than Paradise                                  | Jim Jarmusch                         |
| 1986 | 乱 (Ran)                              | Ran                                                     | Akira Kurosawa                       |
| 1987 | Blue Velvet                           | Blue Velvet                                             | David Lynch                          |
| 1988 | The Dead                              | The Dead – Die Toten                                    | John Huston                          |
| 1989 | The Unbearable Lightness of Being     | Die unerträgliche Leichtigkeit des Seins                | Philip Kaufman                       |
| 1990 | Drugstore Cowboy                      | Drugstore Cowboy                                        | Gus Van Sant                         |
| 1991 | Goodfellas                            | GoodFellas – Drei Jahrzehnte in der Mafia               | Martin Scorsese                      |
| 1992 | Life Is Sweet                         | Life is Sweet                                           | Mike Leigh                           |
| 1993 | Unforgiven*                           | Erbarmungslos                                           | Clint Eastwood                       |
| 1994 | Schindler's List*                     | Schindlers Liste                                        | Steven Spielberg                     |
| 1995 | Pulp Fiction                          | Pulp Fiction                                            | Quentin Tarantino                    |
| 1996 | Babe                                  | Ein Schweinchen namens Babe                             | Chris Noonan                         |
| 1997 | Breaking the Waves                    | Breaking the Waves                                      | Lars von Trier                       |
| 1998 | L.A. Confidential                     | L.A. Confidential                                       | Curtis Hanson                        |
| 1999 | Out of Sight                          | Out of Sight                                            | Steven Soderbergh                    |
| 2000 | Being John Malkovich                  | Being John Malkovich                                    | Spike Jonze                          |
| 2000 | Topsy-Turvy                           | Topsy-Turvy – Auf den Kopf gestellt                     | Mike Leigh                           |
| 2001 | 一一 (Yi yi)                          | Yi Yi – A One and a Two                                 | Edward Yang                          |
| 2002 | Mulholland Dr.                        | Mulholland Drive – Straße der Finsternis                | David Lynch                          |
| 2003 | The Pianist                           | Der Pianist                                             | Roman Polański                       |
| 2004 | American Splendor                     | American Splendor                                       | Shari Springer Berman Robert Pulcini |
| 2005 | Million Dollar Baby*                  | Million Dollar Baby                                     | Clint Eastwood                       |
| 2006 | Capote                                | Capote                                                  | Bennett Miller                       |
| 2007 | El laberinto del fauno                | Pans Labyrinth                                          | Guillermo del Toro                   |
| 2008 | There Will Be Blood                   | There Will Be Blood                                     | Paul Thomas Anderson                 |
| 2009 | ואלס עם באשיר (Vals im Bashir)        | Waltz with Bashir                                       | Ari Folman                           |
| 2010 | The Hurt Locker*                      | Tödliches Kommando – The Hurt Locker                    | Kathryn Bigelow                      |
| 2011 | The Social Network                    | The Social Network                                      | David Fincher                        |
| 2012 | Melancholia                           | Melancholia                                             | Lars von Trier                       |
| 2013 | Amour                                 | Liebe                                                   | Michael Haneke                       |
| 2014 | Inside Llewyn Davis                   | Inside Llewyn Davis                                     | Ethan und Joel Coen                  |
| 2015 | Adieu au langage                      | nicht bekannt                                           | Jean-Luc Godard                      |
| 2016 | Spotlight*                            | Spotlight                                               | Tom McCarthy                         |
| 2017 | Moonlight*                            | Moonlight                                               | Barry Jenkins                        |
| 2018 | Lady Bird                             | Lady Bird                                               | Greta Gerwig                         |
| 2019 | The Rider                             | The Rider                                               | Chloé Zhao                           |
| 2020 | 기생충 (Gisaengchung)*                | Parasite                                                | Bong Joon-ho                         |
| 2021 | Nomadland*                            | Nomadland                                               | Chloé Zhao                           |
| 2022 | Nomadland*                            | Nomadland                                               | Chloé Zhao                           |
| 2022 | ドライブ・マイ・カー (Doraibu mai kā) | Drive My Car                                            | Ryūsuke Hamaguchi                    |

* = Filmproduktionen, die später den Oscar als Bester Film des Jahres gewannen